# Tinamidae
Los tinamúes, yutus o inambúes son una clase de aves paleognatas de distribución fundamentalmente neotropical. A algunas especies se las conoce como martinetas, mientras que en ciertos países se las llama perdices por su similitud con algunos Galliformes, que se debe a una convergencia evolutiva. El grupo incluye cuarenta y siete especies que se distribuyen desde América del Sur hasta América del Norte, desde Patagonia hasta México, ocupando una amplia gama de hábitats.
Aunque algunas especies son bastante comunes, los cetrinos son aves tímidas y reservadas. Son activos durante el día y se retiran a dormir por la noche. Suelen tener plumaje críptico, con machos y hembras de aspecto similar, aunque las hembras suelen ser más grandes. Son oportunistas y omnívoros, consumiendo una amplia variedad de alimentos vegetales y animales, desde frutas y semillas hasta gusanos, insectos y pequeños vertebrados. Se bañan en el polvo y se lavan cuando llueve. Se les oye más a menudo de lo que se les ve, y se comunican entre sí mediante una variedad de llamadas características que emiten con frecuencia, especialmente durante la época de cría.
Salvo excepciones ocasionales, el macho de tinamú mantiene un territorio y un lugar de nidificación durante la época de cría, que es visitado por una sucesión de hembras que ponen sus huevos en el mismo nido. Las hembras deambulan por varios territorios apareándose y poniendo huevos en los nidos de los machos residentes. Los nidos están siempre en el suelo, ocultos en la vegetación o entre las rocas. Los huevos son relativamente grandes y brillantes, a menudo de colores vivos en el momento de la puesta, y son incubados por los machos durante un periodo de 2-3 semanas. Los pollos pueden correr poco después de nacer y son en gran medida autosuficientes a las tres semanas de vida.
Los tinamús y sus huevos tienen muchos depredadores naturales, desde halcones y murciélagos vampiros hasta jaguares. También han sido muy cazadas por el hombre y a veces perseguidas como plagas agrícolas. Sin embargo, la principal amenaza para sus poblaciones es la destrucción del hábitat por la roturación de tierras y el desarrollo agrícola. Siete especies están catalogadas como vulnerables y otras siete como casi amenazadas. Figuran en la mitología de los pueblos indígenas de su área de distribución. A menudo se trasladan y se crían fácilmente en cautividad, pero nunca se han domesticado con éxito.

## Descripción
Si bien pueden volar, normalmente se comportan como aves corredoras, aunque no alcanzan cierta velocidad para escapar de sus depredadores. Por ello suelen levantar pequeños y torpes vuelos, lo suficientemente efectivos para permitirles huir. Aunque algunas especies que viven en forestas son bastante comunes, son silenciosos, lo que los torna difíciles de detectar, ayudados por la oscuridad del sotobosque denso donde se mueven y por su críptica coloración, la que les permite confundirse con la hojarasca del suelo. Sólo se hacen notar cuando emiten su canto, el cual es inconfundible. La mayoría de sus especies habitan en forestas tropicales y subtropicales de baja altitud en América del Sur. Un número pequeño de especies vive en hábitats abiertos de pastizales. Se alimentan de una variedad de vegetales, bayas, e incluso de insectos.

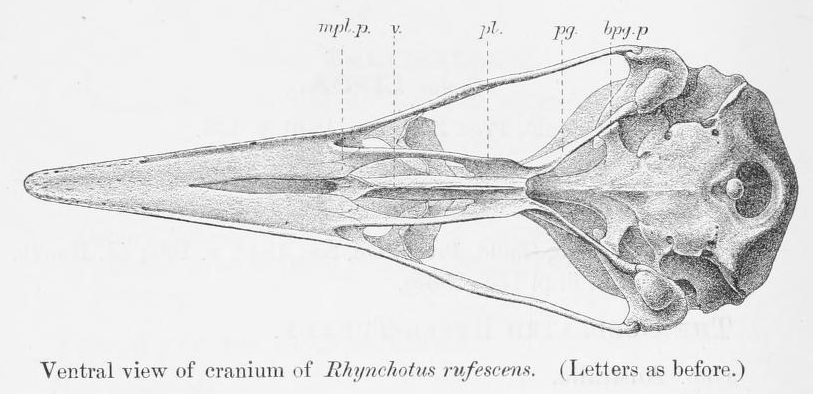
Vista ventral del cráneo de un tinamú de alas rojas

Los tinamúes son aves regordetas y compactas, de cuello delgado, cabeza pequeña y, por lo general, pico curvado y corto, aunque algunos tienen el pico largo. Las hembras suelen ser más grandes que los machos. La especie más pequeña, el tinamú enano, pesa alrededor de 43 g (1,5 oz) con una longitud de 14,5 cm (5,7 plg).  Las hembras del más grande, el tinamú gris, pesan hasta 2 kg (4,4 lb) con una longitud de hasta 49 cm (19,3 plg). Sus pies tienen tres dedos orientados hacia delante; un dedo trasero es más alto y retrógrado, o está ausente. La parte posterior del tarso está cubierta de escamas, cuyo color puede ayudar a su identificación.
Los tinamús tienen un esqueleto neumatizado con una quilla esternal, 16-18 vértebras cervicales y vértebras torácicas fusionadas. Tienen un circulación deficiente, lo que se evidencia por un tinte verdoso en la piel. También tienen relativamente los corazones y pulmones más pequeños de todas las aves, que comprenden sólo el 1,6-3,1% de su peso corporal, mientras que el equivalente en un pollo doméstico es del 12%.A pesar de su escasa capacidad de vuelo, el porcentaje de su masa corporal que es músculo es del 28. El macho tiene un pene en forma de sacacorchos, similar al de otras ratites y al hemipene de algunos reptiles. La hembra tiene un pequeño órgano fálico en la  cloaca que se agranda durante la época de reproducción.

## Etimología
«Tinamou» viene del vocablo utilizado por la etnia  Kali'na de Guyana para designar a estas aves y fue mencionado por vez primera en  1741 por Pierre Barrère y oficializado por John Latham y Buffon.

## Relaciones filogenéticas
Los tinamúes son de origen gondwánico y están relacionados con las moas (Dinornithidae). Aunque el registro fósil de América del Sur es generalmente escaso, los fósiles de tinamúes se remontan a  millones de años, estando su área de distribución restringida a América.
El siguiente cladograma, basado en Bertelli & Porzecanski (2004), muestra las relaciones entre los distintos linajes de tinamúes:
|  | Tinamotis |
|  |           |
|  | Eudromia  |
|  |           |

|  | Nothoprocta                                           |
|  |                                                       |
|  | \| \| Nothura \| \| \| \| \| \| Taoniscus \| \| \| \| |
|  |                                                       |
|  | Nothura                                               |
|  |                                                       |
|  | Taoniscus                                             |
|  |                                                       |

|  | Nothura   |
|  |           |
|  | Taoniscus |
|  |           |

|  | Nothoprocta                                           |
|  |                                                       |
|  | \| \| Nothura \| \| \| \| \| \| Taoniscus \| \| \| \| |
|  |                                                       |
|  | Nothura                                               |
|  |                                                       |
|  | Taoniscus                                             |
|  |                                                       |

|  | Nothura   |
|  |           |
|  | Taoniscus |
|  |           |

|  | Tinamotis |
|  |           |
|  | Eudromia  |
|  |           |

|  | Nothoprocta                                           |
|  |                                                       |
|  | \| \| Nothura \| \| \| \| \| \| Taoniscus \| \| \| \| |
|  |                                                       |
|  | Nothura                                               |
|  |                                                       |
|  | Taoniscus                                             |
|  |                                                       |

|  | Nothura   |
|  |           |
|  | Taoniscus |
|  |           |

|  | Nothoprocta                                           |
|  |                                                       |
|  | \| \| Nothura \| \| \| \| \| \| Taoniscus \| \| \| \| |
|  |                                                       |
|  | Nothura                                               |
|  |                                                       |
|  | Taoniscus                                             |
|  |                                                       |

|  | Nothura   |
|  |           |
|  | Taoniscus |
|  |           |

|  | Nothocercus                                              |
|  |                                                          |
|  | \| \| Tinamus \| \| \| \| \| \| Crypturellus \| \| \| \| |
|  |                                                          |
|  | Tinamus                                                  |
|  |                                                          |
|  | Crypturellus                                             |
|  |                                                          |

|  | Tinamus      |
|  |              |
|  | Crypturellus |
|  |              |

|  | Tinamotis |
|  |           |
|  | Eudromia  |
|  |           |

|  | Nothoprocta                                           |
|  |                                                       |
|  | \| \| Nothura \| \| \| \| \| \| Taoniscus \| \| \| \| |
|  |                                                       |
|  | Nothura                                               |
|  |                                                       |
|  | Taoniscus                                             |
|  |                                                       |

|  | Nothura   |
|  |           |
|  | Taoniscus |
|  |           |

|  | Nothoprocta                                           |
|  |                                                       |
|  | \| \| Nothura \| \| \| \| \| \| Taoniscus \| \| \| \| |
|  |                                                       |
|  | Nothura                                               |
|  |                                                       |
|  | Taoniscus                                             |
|  |                                                       |

|  | Nothura   |
|  |           |
|  | Taoniscus |
|  |           |

|  | Tinamotis |
|  |           |
|  | Eudromia  |
|  |           |

|  | Nothoprocta                                           |
|  |                                                       |
|  | \| \| Nothura \| \| \| \| \| \| Taoniscus \| \| \| \| |
|  |                                                       |
|  | Nothura                                               |
|  |                                                       |
|  | Taoniscus                                             |
|  |                                                       |

|  | Nothura   |
|  |           |
|  | Taoniscus |
|  |           |

|  | Nothoprocta                                           |
|  |                                                       |
|  | \| \| Nothura \| \| \| \| \| \| Taoniscus \| \| \| \| |
|  |                                                       |
|  | Nothura                                               |
|  |                                                       |
|  | Taoniscus                                             |
|  |                                                       |

|  | Nothura   |
|  |           |
|  | Taoniscus |
|  |           |

|  | Nothocercus                                              |
|  |                                                          |
|  | \| \| Tinamus \| \| \| \| \| \| Crypturellus \| \| \| \| |
|  |                                                          |
|  | Tinamus                                                  |
|  |                                                          |
|  | Crypturellus                                             |
|  |                                                          |

|  | Tinamus      |
|  |              |
|  | Crypturellus |
|  |              |

## Reproducción
El tinamú abigarrado tiene una proporción de sexos asimétrica, con más hembras que machos.
En la mayoría de las especies de tinamúes, los machos practican la poliginia simultánea y las hembras la poliandria secuencial. Esto no es invariable; los tinamúes ornamentados forman parejas estables, y los nothuras moteados son monógamos cuando son jóvenes y polígamos cuando son mayores. Hay un mayor número de hembras que de machos; por ejemplo, el tinamú variegado tiene una proporción de hembras por macho de 4:1.
La época de reproducción varía de una especie a otra; las que viven en bosques tropicales, donde hay pocos cambios estacionales, pueden reproducirse en cualquier momento, aunque suele haber un periodo preferido. En zonas con una marcada fluctuación estacional, los cotarrones suelen criar cuando el alimento es más abundante, que suele ser el verano. Los estudios han demostrado que no es la duración del día lo que determina el inicio de la cría, sino la cantidad de luz, a través de la nubosidad.

### Cortejo
El proceso de cortejo comienza cuando el macho anuncia vocalmente sus habilidades con llamadas continuas. Intentará atraer a varias hembras. En las especies de Tinamus, el macho baja el pecho hasta el suelo, estira el cuello hacia delante y esponja la espalda para parecer más grande de lo normal. Cuando se observa de frente, toda la espalda del ave está a la vista, mientras que las coberteras inferiores de la cola están expuestas, una pose similar a la utilizada por el ñandú. La hembra se rascará las patas en el suelo como parte del ritual.

### Nidificación
Los tinamúes anidan siempre en el suelo; en zonas abiertas, cerca de un arbusto; en matorrales, en una mancha densa de hierba; en bosques, en la base de un tronco entre los contrafuertes. El tinamú de las tierras altas es único, ya que sitúa su nido en una cavidad o bajo una roca saliente en una ladera escarpada[8]. Muchas especies no construyen nido y optan por poner los huevos sobre un fino lecho de hojas. Otras especies sí construyen nidos y son meticulosas al hacerlo. El nido de la tinamú ornamentada es circular y está hecho de hierba sobre una superficie de césped. El macho de la tinamú de los matorrales comienza a raspar el nido una vez que se ha producido la cópula; pueden construirse varios, aunque sólo se utiliza uno[8].

### Puesta de huevos
Una hembra de tinamú pone varios huevos que el macho incuba mientras la hembra parte en busca de otra pareja. Las especies grandes ponen un huevo cada 3-4 días, mientras que las más pequeñas lo hacen en días consecutivos. Las hembras ponen huevos en varios nidos a lo largo de la temporada de nidificación.
Puede haber hasta 16 huevos en una puesta, consecuencia de que varias hembras pongan en el mismo nido. El macho más maduro atraerá a más hembras y puede tener bajo él los huevos de hasta cuatro hembras. Los cotarrones abigarrado y ornamentado tienen nidos de una sola hembra y, en consecuencia, sólo uno o dos huevos por nido. Esto puede deberse a la escasez de alimento en sus áreas de distribución y a la consiguiente capacidad para cuidar de sólo uno o dos pollos.
Los huevos son de colores bastante intensos, normalmente de un solo color, y tienen un brillo duro como la porcelana. Los colores varían según la especie: verde, púrpura, violeta, turquesa, gris acero, chocolate y amarillo limón. El blanco es raro, pero existe. Aunque los huevos son brillantes y coloridos en el momento de la puesta, con el tiempo se desvanecen y se vuelven más apagados. Por ejemplo, el huevo de la tinamú de alas rojas pasa de púrpura a plomizo. La mayoría de los huevos de tinamú son de color sólido, sin manchas ni motas; sin embargo, los huevos de las especies de Tinamotis pueden presentar pequeñas motas blancas. Se desconoce el beneficio de poner huevos de colores brillantes, pero no es perjudicial, ya que la mayoría de los depredadores de tinamúes cazan de noche.
Los huevos son relativamente grandes en comparación con la masa de la hembra, aunque incluso las aves de mayor tamaño producen huevos muy similares en tamaño a los de las especies más pequeñas. Tienen forma esférica o elíptica; los dos extremos son de forma similar y difíciles de distinguir. Las cáscaras son lo suficientemente finas como para ver los embriones en su interior.

### Incubación
La incubación dura unos 16 días en Crypturellus, que contiene las especies más pequeñas, y 19-20 días en Tinamus y Eudromia. Durante este periodo el macho suele permanecer en silencio; si llama, lo hace lejos del nido. Mientras incuba, abandonará el nido para alimentarse, y puede ausentarse entre 45 minutos y cinco horas, cubriendo los huevos cuando se marcha. Mientras incuba, permanece principalmente inmóvil y reacio a moverse, incluso ante un peligro potencial. Es posible que un observador humano se acerque y toque al macho incubador sin provocar una respuesta manifiesta. Algunas especies se aplastan contra el suelo, estiran el cuello y levantan la espalda. Esta postura les hace parecerse a una planta; sin embargo, si se exagera, los huevos se hacen visibles por detrás.
Si el macho se alarma lo suficiente como para abandonar el nido, intentará distraerse. Esto suele implicar una falsa herida, similar a la del ánade real. Para ello, saltará sobre una pata e intentará volar, cayéndose siempre. Lo hará si los huevos no han eclosionado o si los pollos son aún demasiado jóvenes para volar. En general, se cree que los tinamous no son tan eficaces como otras aves en sus exhibiciones de distracción.

### Polluelos

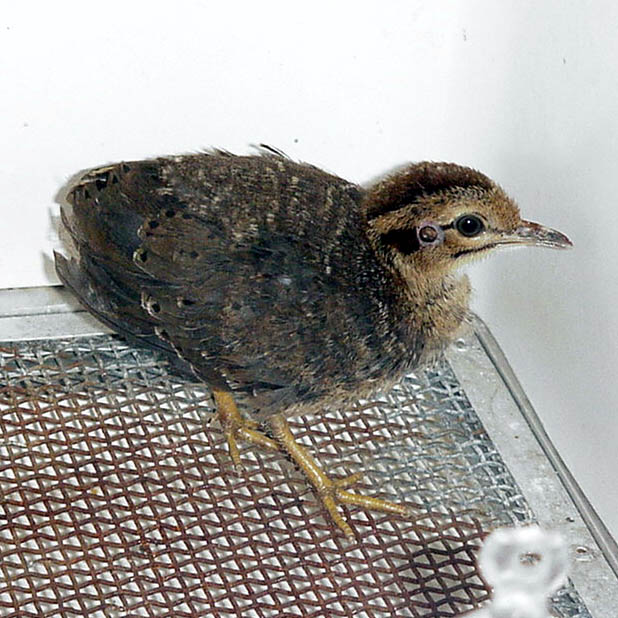
Polluelos de tinamú ondulado en cautividad.

Los polluelos nacen de forma sincronizada con un denso pelaje velloso. La coloración es blanca, gris o amarilla, con manchas oscuras para ayudar al camuflaje. Las crías son precoces y pueden correr casi tan pronto como nacen. Poco después de la eclosión de los huevos, el macho abandonará el nido y llamará a los polluelos con una suave llamada de contacto. Si se siente amenazado, se congelará e intentará esconder a los pollos bajo sus alas o su vientre. Se han documentado casos de hembras que cuidan de las crías; se cree que esto ocurre cuando el macho ha muerto. Los pollos jóvenes pueden alimentarse solos en los primeros días, pero el macho les traerá la comida y la dejará caer al suelo delante de ellos. Los pollos tienen una alta tasa de mortalidad inicial. Sin embargo, a los pocos días ya persiguen insectos por su cuenta y, a las 1-3 semanas, pueden volar hasta ramas situadas a un metro del suelo. A los 20 días son autosuficientes.
A los 20 días, el joven tinamú de pecho pizarroso ha adquirido el tamaño de un adulto, aunque no su peso. El nothura moteado pasará del 10% del peso adulto al 90% en 85 días, y el tinamú de alas rojas lo hará en 108 días. La madurez sexual llega al año de edad, aunque algunas especies pueden ser fisiológicamente maduras a los 57 días. Sin embargo, puede ser necesario aprender algunos comportamientos antes de que las aves puedan criar con éxito.
Una vez terminada la cría, el macho, si todavía está en época de reproducción, buscará otra hembra e iniciará de nuevo el ciclo. Los estudios han demostrado que entre el 54 y el 62% de las hembras reproductoras de nothura moteada son aves de primer año.